# Lalita Pawar

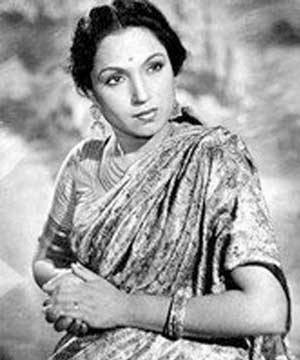
Lalita Pawar

Lalita Pawar (Geburtsname: Lalitabai Hanuman Prasad; * 18. April 1916 in Indore; † 24. Februar 1998 in Pune, Maharashtra) war eine indische Schauspielerin des Hindi-Films und des marathischen Films.

## Leben
Pawar begann ihre Filmschauspielkarriere noch als Kind bei Narhar Damodar Sarpotdars Filmgesellschaft „Aryan Film“ und trat anfangs unter dem Bühnennamen „Ambu“ auf. Ihre Stummfilme und frühen Tonfilme entstanden ausschließlich unter der Regie Sarpotdars oder G. P. Pawars, den sie ehelichte. Ihr Film Diler Jigar (1931) gehört zu den wenigen indischen Stummfilmen, die sich bis in die heutige Zeit erhalten haben und vom National Film Archive of India in Pune verwahrt werden. Lalita Pawar trat zu dieser Zeit häufig in Hauptrollen neben Chandrarao Kadam auf. Bei Duniya Kya Hai (1937) war Pawar auch Filmproduzentin. In den frühen 1940er Jahren war sie Hauptdarstellerin an der Seite von S. Nazir, Eddie Bilimoria und Trilok Kapoor. Zu ihren bedeutendsten Rollen gehörte die der Anandibai in Ramshastri (1944), eines kühl kalkulierenden Vamps im Stile Lady Macbeths. Dabei setzte sie besonders effektvoll ihr leicht defektes linkes Auge ein, das sie sich bei einem Unfall am Set eines frühen Stunt-Films zugezogen hatte, und machte es später zu ihrem Markenzeichen.
Das Guinness-Buch der Rekorde führt Lalita Pawar als Bollywoodschauspielerin mit der längsten Filmkarriere, sie dauerte 70 Jahre.

## Filmografie
- 1928: Patitoddhar
- 1928: Ganimi Kava
- 1928: Raja Harishchandra
- 1928: Arya Mahila
- 1929: Dasharathi Ram
- 1929: Parijatak
- 1929: Prem Pash
- 1929: Prince Thaksen
- 1929: Prithviraj Sanyogita
- 1929: Shri Balaji
- 1929: Subhadra Haran
- 1930: Chatur Sundari
- 1930: Shamsher Bahadur
- 1930: Song of Life
- 1930: Subramanyam
- 1931: Diler Jigar
- 1931: Shri Krishna Maya
- 1932: Bhawani Talwar
- 1932: Kailash
- 1932: Mastikhor Mashuq
- 1933: Daivi Khajina
- 1933: Jalta Jigar
- 1933: Nek Dost
- 1933: Pyari Katar
- 1935: Himmat-e-Mard
- 1935: Qatil Katar
- 1937: Chevrolet 1936
- 1937: Duniya Kya Hai
- 1938: Rajkumari
- 1939: Netaji Palkar
- 1940: Captain Kishori
- 1940: Nirali Duniya
- 1941: Amrit
- 1942: Bhakta Damaji
- 1942: Gora Kumbhar
- 1942: Kirti
- 1942: Mamaji
- 1942: Nari
- 1943: Ashirwad
- 1943: Bhakta Raidas
- 1944: Ramshastri
- 1945: Yateem
- 1946: Behram Khan
- 1946: Santan
- 1946: Jhumke
- 1947: Jai Malhar
- 1947: Janata
- 1947: Woh Zamana
- 1948: Dhanyawad
- 1948: Grihasthi
- 1948: Phool Aur Kaante
- 1948: Rang Mahal
- 1949: Dil Ki Basti
- 1949: Sant Namdev
- 1949: Manacha Pan
- 1950: Bahurani
- 1950: Banwra
- 1950: Dahej
- 1951: Jai Mahakali
- 1951: Nand KIshore
- 1951: Sazaa
- 1951: Amar Bhoopali
- 1952: Chhatrapati Shivaji
- 1952: Mayechar Pazhar
- 1952: Aasmaan
- 1952: Bhakta Puran
- 1952: Daag
- 1952: Parchain
- 1952: Raja Harishchandra
- 1952: Sandesh
- 1952: Usha Kiron
- 1953: Sant Bahinabai
- 1953: Aabshar
- 1953: Faraib
- 1953: Patita
- 1953: Firdaus
- 1953: Shuk Rambha
- 1953: Thokar
- 1954: Bahut Din Huye
- 1954: Mahatma Kabir
- 1954: Shiv Kanya
- 1955: Khandaan
- 1955: Do Dulhe
- 1955: Miss Coca Cola
- 1955: Mr. & Mrs. ’55
- 1955: Navratri
- 1955: Oonchi Haveli
- 1955: Patit Pawan
- 1955: Der Prinz von Piplinagar (Shree 420)
- 1955: Shri Krishna Bhakti
- 1955: Ratnaghar
- 1955: Kalagi Tura
- 1956: Gauri Puja
- 1956: Heer
- 1956: Jayashree
- 1956: Pocketmaar
- 1956: Rajrani Meera
- 1956: Sajani
- 1956: Zindagi Ke Mele
- 1956: Paidali Padleli Phule
- 1957: Aasha
- 1957: Alladin Laila
- 1957: Baarish
- 1957: Ek Gaon Ki Kahani
- 1957: Ek Jhalak
- 1957: Nau Do Gyarah
- 1957: Neel Mani
- 1957: Paristan
- 1957: Ram Lakshman
- 1957: Sant Raghu
- 1957: Devagharcha Lena
- 1958: Balyogi Upamanyu
- 1958: Kabhi Andhera Kabhi Ujala
- 1958: Karigar
- 1958: Malik
- 1958: Mehndi
- 1958: Naag Champa
- 1958: Naya Kadam
- 1958: Parvarish
- 1958: Raj Tilak
- 1958: Taxi 555
- 1958: Samrat Chandragupta
- 1958: Sukhache Sobti
- 1959: Anari
- 1959: Baap Bete
- 1959: Didi
- 1959: Grihalakshmi
- 1959: Guest House
- 1959: Kanhaiya
- 1959: Maa Ke Aansoo
- 1959: Mohar
- 1959: Mr. John
- 1959: Pehli Raat
- 1959: Sati Vaishalini
- 1959: Sujata
- 1960: Jis Desh Mein Ganga Behti Hai
- 1960: Aanchal
- 1960: Bhakta Raaj
- 1960: Bindiya
- 1960: Chand Mere Aaja
- 1960: Sarhad
- 1960: Qatil
- 1961: Chhaya
- 1961: Gharana
- 1961: Hum Dono
- 1961: Jhumroo
- 1961: Junglee
- 1961: Main Aur Mera Bhai
- 1961: Maya
- 1961: Memdidi
- 1961: Opera House
- 1961: Sampoorna Ramayan
- 1961: Sasural
- 1962: Banarasi Thug
- 1962: Maa Beta
- 1962: Professor
- 1962: Raakhi
- 1963: Akela
- 1963: Bahurani
- 1963: Band Master
- 1963: Bharosa
- 1963: Bluff Master
- 1963: Ek Dil Sau Afsane
- 1963: Ek Raaz
- 1963: Gehra Daag
- 1963: Ghar Basake Dekho
- 1963: Grihasthi
- 1963: Hamrahi
- 1963: Mummy Daddy
- 1963: Sehra
- 1964: Apne Huye Paraye
- 1964: Kohraa
- 1964: Mahasati Behula
- 1964: Majboor
- 1964: Phoolon Ki Sej
- 1964: Sangam
- 1964: Sharabi
- 1964: Tere Dwar Khada Bhagwan
- 1964: Sundara Manamadhye Bharli
- 1965: Bedaag
- 1965: Janan Janam Ke Saathi
- 1965: Khandaan
- 1966: Biradari
- 1966: Chhota Bhai
- 1966: Insaaf
- 1966: Love in Tokyo
- 1966: Phool Aur Patthar
- 1966: Suraj
- 1966: Tasveer
- 1967: Patthar Ke Sanam
- 1967: Aurat
- 1967: Bahu Begum
- 1967: Boond Jo Ban Gaye Moti
- 1967: Diwana
- 1967: Hare Kaanch Ki Chudiyan
- 1967: Laat Saheb
- 1967: Manjhli Didi
- 1967: Noorjehan
- 1968: Aabroo
- 1968: Aankhen
- 1968: Duniya
- 1968: Ek Kali Muskayi
- 1968: Izzat
- 1968: Neel Kamal
- 1968: Teen Bahuraniyan
- 1969: Chirag
- 1969: Hum Ek Hain
- 1969: Khamoshi
- 1969: Meri Bhabhi
- 1969: Road to Sikkim
- 1969: Tumse Achha Kaun Hai
- 1969: Saticha Vaan
- 1969: Tambdi Mati
- 1970: Anand
- 1970: Darpan
- 1970: Devi
- 1970: Gopi
- 1970: Man Ki Aankhen
- 1970: Naya Raasta
- 1970: Pushpanjali
- 1970: Saas Bhi Kabhi Bahu Thi
- 1970: Suhana Safar
- 1970: Jwala
- 1971: Buddha Mil Gaya
- 1971: Jaane Anjane
- 1971: Lakhon Mein Ek
- 1971: Mela
- 1971: Naya Zamana
- 1971: Parwana
- 1971: Preet Ki Dori
- 1972: Bombay to Goa
- 1972: Bees Saal Pehle
- 1972: Gaon Hamara Shaher Tumhara
- 1972: Yeh Gulistan Hamara
- 1973: Hifazat
- 1973: Jugnu
- 1973: Do Phool
- 1973: Ek Mutthi Aasmaan
- 1973: Kahani Hu Sub Ki
- 1974: Goonj
- 1974: Naya Din Nayi Raat
- 1974: Doosri Seeta
- 1974: Kunwara Baap
- 1974: Aaina
- 1975: Khel Khel Mein
- 1975: Tapasya
- 1976: Aaj Ka Yeh Ghar
- 1976: Alibaba
- 1976: Bandalbaaz
- 1976: Do Anjaane
- 1976: Khalifa
- 1976: Raksha Bandhan
- 1976: Sangram
- 1976: Shankar Shambhu
- 1976: Choricha Mamla
- 1977: Chakkar Pe Chakkar
- 1977: Dream Girl
- 1977: Jai Vijay
- 1977: Kali Raat
- 1977: Mama Bhanja
- 1977: Mandir Masjid
- 1977: Niyaz Aur Namaaz
- 1977: Prayashchit
- 1977: Taxi Taxi
- 1978: Dil Se Mile Dil
- 1978: Ganga Sagar
- 1978: Prem Bandhan
- 1978: Tumhari Kasam
- 1978: Vishwanath
- 1978: Sasurvasheen
- 1979: Nauker
- 1979: Raja Harishchandra
- 1979: Duniya Meri Jeb Mein
- 1979: Jaan-e-Bahar
- 1979: Janata Havaldar
- 1979: Manzil
- 1979: Kali Ghata
- 1980: Badrinath Dham
- 1980: Do Aur Do Paanch
- 1980: Phir Wohi Raat
- 1980: Sau Din Saas Ke
- 1981: Naseeb
- 1981: Sannata
- 1981: Yaarana
- 1982: Chatak Chandani
- 1983: Ek Din Bahu Ka
- 1983: Kaise Kaise Log
- 1983: Nastik
- 1984: Apna Bhi Ki Hota
- 1984: Jhootha Sach
- 1984: Gharcha Bhedi
- 1984: Kulaswamini Ambabai
- 1984: Ram Tera Desh
- 1985: Ram Tere Kitne Naam
- 1985: Pyari Bhabhi
- 1986: Ghar Sansar
- 1986: Love and God
- 1986: Pyar Ke Do Pal
- 1986: Ram Milai Jodi
- 1987: Madadgaar
- 1987: Hifazat
- 1987: Watan Ke Rakhwale
- 1987: Uttar Dakshin
- 1988: Bai Chali Sasariye
- 1988: Kali Ganga
- 1988: Zalzala
- 1988: Sherni
- 1988: Bhatakti Jawani
- 1988: Pyaasi Atma
- 1989: Garibon Ka Daata
- 1989: Doorie
- 1989: Doosra Kanoon
- 1990: Hatyare
- 1992: Muskurahat
- 1992: Hayratt
- 1993: Shiv Teri Mahima Nyari
- 1993: Saibaba
- 1995: Limited Manuski
- 1997: Bhai
- 1998: Laash

## Auszeichnungen
- Filmfare Awards für die beste Nebendarstellerin
  - 1960 für den Film Anari